# Dahomey
|  | Aquest article tracta sobre el regne de Dahomey. Si cerqueu el protectorat i colònia de Dahomey, vegeu «Protectorat de Dahomey» i «Colònia de Dahomey; per a l'antiga república de Dahomey, vegeu «Benín». |

El Regne del Dahomei cap a 1894, superposat a un mapa de l'actual República de Benín, a l'Àfrica Occidental.

Dahomey (ocasionalment escrit també Dahomei) va ser un regne africà en la que avui és la República de Benín. Dahomey va durar des de vers 1600 fins al 1900. El regne de Dahomey es va desenvolupar en l'altiplà d'Abomey a principi dels anys 1600 i va esdevenir un poder regional en els anys 1700 conquerint ciutats clau de la costa Atlàntica. Durant gran part dels segles xviii i xix el regne de Dahomey va ser un estat regional clau, finalment sent tributari de l'Imperi Oyo i sent un lloc important del comerç d'esclaus atlàntic, possiblement subministrava fins al 20% dels esclaus a Europa i Amèrica. El 1894, aquest regne va esdevenir protectorat francès i poc després integrat en una colònia que es va dir colònia de Dahomey o col·loquialment Dahomey Francès (els límits de la colònia eren diferents als límits del antic regne, ja que també incloïen Porto-Novo, Ouidah, algunes zones occidental i una gran zona al nord del regne de Dahomey); aquesta colònia fou des de 1899 part de l'Àfrica Occidental Francesa. Els francesos governaren fins a 1960 quan el país, després d'una breu autonomia, va esdevenir independent i va prendre el nom de República de Dahomey, que es va canviar a república de Benín el 1975.
A més de l'organització econòmica i política del regne de Dahomey va ser molt notable el nivell de l'artesania, les dones militars conegudes com a "Amazones de Dahomey", i les pràctiques religioses de vudun.

## Nom
El regne de Dahomey va ser anomenat amb molts diferents noms incloent els de danxome, danhome i fon. El nom de fon es relaciona amb el grup ètnic dominant i el grup d'idiomes, els fons de la família reial i va ser amb aquest nom com primer els van conèixer els europeus. Els noms dahomey, danxome, i danhome tots ells tenen un origen familiar i responen a una falsa etimologia d'un incident llegendari. Els fons venien del nord i es van establir a la zona d'Abomey al segle XVI; eren un poble guerrer i disciplinat, temuts per tots els seus veïns; en les seves ràtzies feien presoners que s'emportaven als seus territoris junt amb el botí; van aprendre art militar mercès a alguns castellans i portuguesos.

## Història
El regne de Dahomey va ser fundat cap a 1600 per l'ètnia fon recents establerts a la zona o potser per casaments endogàmics entre els ajes i els locals gedevis.

### Primers reis
El rei dels fons el 1610 s'anomenava Dan (Do-Aklin)i sota la seva administració el país esdevingué ric i floreixen. Segons la tradició, en aquest temps va morir Koppon, rei d'Allada (Ardres), deixant tres fills; cadascun aspirava a la successió del seu pare i es va originar una guerra sagnant de la que va sortir victoriós el germà mitjà, Meji, que va quedar com a rei únic. El fill gran, Aho Tacodonou, va creuar el Lama per anar a demanar asil al rei fon de Cana, anomenat Dan, que li va permetre instal·lar-se al nord de la seva capital, on va fundar Agbo-mé, que vol dir "dins el recinte", que fou el bressol del regne de Dahomey. Aho va viure amb bona harmonia amb els fons, però progressivament va anar exigint al rei de Cana nous terrenys a mesura que la població d'Agbo-mé augmentava fins que un dia Cana li va rebutjar més cessions; llavors Aho va callar de moment però va fer aliança amb els caps fons que eren hostils al rei i quan va considerar que tots junts tenien prou força, va atacar de manera inesperada a Dan, que fou derrotat i fet presoner. Dan fou portat a Agbo-mé i decapitat i el seu cos tirat als fonaments del nou palau que Aho s'estava fent construir i al que es va donar el nom de Danhome, literalment "victòria sobre Dan" nom que es va estendre progressivament a tot el país sent modificat pels occidentals a Dahomey, mentre la capital Agbo-mé passava a ser Abomey. Aho es va proclamar rei dels fons i fou coronat amb el nom de Dako o Dakodonu (o Tacodomu)
El príncep més jove, Atéagbalin, es va refugiar a l'altre costat del riu Ouémé i va fundar amb els seus seguidors Ajaché, coneguda més generalment com Grand Ardres, després esdevinguda Porto Novo (nom donat pels portuguesos). Se sap que la llegenda almenys en aquesta part és inexacta, ja que el regne d'Ajache Ipo es va fundar bastants anys després però tindria un fons verdader: un príncep d'Allada va establir el regne d'Ajache quan el seu regne fou ocupat per Dahomey i després es va fundar Porto Novo.
Aho, ara rei Dako (Tacodomou), va estar sovint en guerra contra els seus veïns. Els seus guerrers van aprendre tota mena d'enganys per compensar la seva inferioritat numèrica: l'atac nocturn, l'atac per sorpresa, l'incendi per provocar el desordre, i el pillatge per fer botí. Va morir vers 1640 o 1645 i el va succeir el seu fill Ouébadjia (Houegbadja) o Adahounzo (1645-1660) sovint considerat com el rei fundador, ja que va construir els Palaus Reials d'Abomey i començà a conquerir poblacions de l'altiplà d'Abomey. Fou aquest rei qui va instituir els sacrificis humans que van caracteritzar el seu regnat.
El va seguir Aho o Adanzou I (vers 1660-1679) que va seguir la política bel·licista dels seus predecessors i va annexionar el territori de petits reis independents o tributaris del regne d'Ardres (Allada) i de Cana (Calmina), fronterers amb la terra dels fons. El regne de Cana fou finalment conquerit en la segona meitat del segle xvii (la data tradicional és el 1661, però sembla que fou uns anys després). Els presoners que refusaven unir-se a l'exèrcit vencedor eren executats. A la seva mort el país fons havia triplicat el seu territori que ja limitava directament amb Allada.
Aho fou succeït pel seu fill Akaba o Ouibéga o Vibagée (1679-1708], que no va expandir el territori; era apàtic i indolent i es va limitar a conservar el regne que havia rebut del seu pare. El únic esdeveniment important del seu temps fou l'expedició que va fer el rei de Whydah (Ouidah), aleshores anomenat pels francesos com regne de Juda, que amb l'ajut francès va atacar els popos però aquests van rebutjar als atacants que es van retirar (1705). Akaba va morir enverinat per un dels seus criats i el va succeir Dossou Agadjia (Goudja-Trondo) nebot d'Aho i net d'Houegbadja, més conegut simplement com a Agbaja.

### Regnat d'Agbadja (Agbaja)
Agbadja (Agbaja) fou un conqueridor, amb el qual el regne va arribar al zenit; per les seves extenses conquestes fou anomenat l'Alexandre Negre; va portar els seus dominis fins a la costa i va començar la guerra contra els nagos. Després de diverses campanyes els fons van envair Allada (Ardres) el 1723; la guerra va durar un cert temps i finalment Dahomey va annexionar el regne (1724). Després es va reorganitzar l'exèrcit durant dos anys; Dahomey havia esdevingut veí del regne de Whydah (aleshores conegut a Europa com Juda) on hi havia diverses factories europees. El 1727 Agbadja va exigir un tribut anual del rei de Whydah i pas lliure fins a la costa. El rei de Whydah va refusar i va retornar a Dahomey el cap tallat de l'emissari. En revenja Agbadja va envair el territori de Juda (Whydah) que va ser assolat; el rei, els principals caps i 4000 habitants foren torturats i executats i les poblacions de Savi (la capital) i Whydah foren saquejades i cremades (1727); les factories europees també van patir el furor del rei, i els europeus es van haver de refugiar als forts de la platja. El petit regne de Jacquin, amenaçat per Dahomey, va intentar sotmetre's a França però abans de fer-ho la ciutat fou cremada i els habitants massacrats (1729). Poc després, quan marxava contra els popos, Agbadja va morir (1729) i el va succeir el poc capacitat Toghouessou o Bossa-Ahadi (1729-1732).
Es diu que tenia la costum de fer tallar el nas dels seus enemics. Només va regnar tres anys i el 1732 el va succeir Mpengla o Kpingoula (1732-1737) que va tenir un regnat poc interessant; va intentar una expedició contra els mahis del nord de Dahomey, però no va reeixir. El va succeir Agonglou o Hadée-Ganglo o Angongoulo dit Anizo-Sédozo o Tegbessou "Avissu" (1737-1774), net d'Agadja.

### Regnat d'Angongoulu
El nou rei que va governar quasi mig segle, ere mandrós i despreocupat pel que fou conegut com "el Cansat". Va tenir la primera derrota des de la fundació de Dahomey: el 1738 els eyos o oyos (Imperi d'Oyo) van entrar al país sense que ningú els va poder fer front; els dahomeians van presentar una resistència desesperada i per dos vegades van poder refusar als invasors però el nombre d'aquests no parava d'augmentar tot i les pèrdues a les que estaven sotmesos; els dahomeians es retiraven per no deixar presoners en mans de l'enemic i es refugiaven a llocs amagats desconeguts dels oyos. Els invasors van cremar Abomey, Galmina i altres viles, i es van retirar però van retornar al cap d'uns mesos. Finalment el rei va pactar el pagament d'un tribut anual considerable. Després d'això el rei va decidir atacar als mahis i posar el país sota un governador de la seva confiança; però els mahis van resistir i la guerra va durar vint anys; finalment Dahomey va aconseguir la victòria, però sense poder annexionar el país mahi a Dahomey i el 1772 van establir un acord de pau. Durant aquests anys el rei Agonglu va lluitar també contra els habitants del que havia estat el regne de Whydah (Juda) que s'havien revoltat i s'havien aliat als popos; la revolta fou liquidada el 1743 i els presoners van patir cruels represàlies que van assegurar per molt de temps la tranquil·litat del país. Els popos van acordar la pau amb Dahomey el 1882. El rei va morir el 17 de maig de 1774 i el va succeir Adanzou II o Kpengla "Guansuna" (1774-1781)).
Des del moment del seu adveniment va començar a reconstruir l'exèrcit per alliberar-se de pagar el tribut a l'imperi d'Oyo. Després va envair el territori d'aquest imperi i els va agafar per sorpresa, derrotant-los en diversos encontres fins que van demanar un acord; el tribut anual que feia 27 anys que es pagava fou cancel·lat i la pau acordada el 1777. Adanzou II fou succeït per Vinoihou (Agonglo "Sindozan") fins al 1797 i després Ebomi probablement regent fins a 1803 o 1804 al que hauria seguit Adandosan o Adonozan "Madogugu" (1803-1818). Poc se sap d'aquesta època, ja que coincideix amb la revolució francesa i les guerres a Europa que van seguir fins al 1815.

### Regnat d'Adandosan
Adandosan o Adonozan "Madogugu" fou el primer rei que va assistir personalment a les batalles que lliurava el seu poble. Fou considerat cruel i voluptuós i el seu regnat va estar marcat per milers d'assassinats i vessaments de sangs innecessaris. Els sacrificis humans absorbien tots els captius de la guerra i els negrers no podien comprar esclaus. El 1818 el poble es va revoltar contra el rei i va proclamar al seu lloc al seu germà Ghézo "Dada" (el Bo) que era molt amic d'un multa brasiler i traficant d'esclaus de nom Francisco Félix da Sousa, al que va nomenar conseller. Adandosan o Adonozan va poder marxar exiliat a un país veí amb les seves dones i els seus criats.

### Regnat de Ghézo o Gezo
Ghézo va regnar de 1818 a 1858 i fou un rei molt popular, coincidint també amb una època de prosperitat. Va encoratjar als traficants estrangers i els va donar facilitats comercials. La rada de Juda (Gléhoué) anomenada també Whydah, era freqüentada per naus de tots els pavellons i va esdevenir un gran centre comercial i segona capital de Dahomey. Molts negres brasilers van venir a establir-se a la població i el rei va nomenar virrei ("yevogan" o cap dels blancs) al seu conseller Francisco Félix da Sousa que governava sobre els estrangers i tenia autoritat sobre els funcionaris indígenes. Fou conegut com a Chacha, nom que va transmetre als seus successors. Mercès al seu poder gairebé il·limitat Francisco Félix da Sousa va fer aviat fortuna; l'amistat amb el rei va durar uns anys però finalment la seva fortuna fou confiscada i el seu paper d'intermediari entre comerciants blancs i natius revocat. El Chacha va tenir un gran disgust del que va morir el 1849 (va córrer el rumor que havia estat enverinat).
Ghézo va crear el cos de les Amazones, una milícia femenina que li havia de servir de guàrdia personal però que va acabar combatent junt amb la resta de les tropes. Vers 1830 va atacar al poble guerrer dels acharitis, veïns per l'oest, però fou derrotat i ja no ho va tornar a provar. L'1 de juliol de 1854 va signar un tractat de comerç i amistat amb França. A final del mateix any va declarar la guerra als egbes d'Abeokuta al país dels iorubes: amb 30.000 guerrers (8.000 amazones) va arribar sota els murs de la ciutat enemiga i la va assetjar; però en el assalt (1852), la vergonya dels egbes de ser derrotar per dones els va fer multiplicar els esforços i van poder rebutjar als assaltants que finalment van patir una seriosa derrota. El 1854 Ghézo va atacar als mahis i els va arrabassar un extens territori al nord d'Abomey; els habitants es van refugiar a Agoué, al nord de la llacuna.
Com els seus predecessors, Ghézo feia cada any ràtzies contra els seus veïns per agafar presoners per la tracta i per les cerimònies en les que els presoners eren sacrificats; les ràtzies es feien del febrer a l'abril quan la baixada de les aigües permetia travessar els gués (ja que per tradició els guerrers no podien creuar l'aigua per fer la guerra). A la mort de Francisco Félix da Souza, el seu fill gran Isidoro fou nomenat "Chacha" de Whydah i va exercir les funcions amb força autoritat i prestigi tot i que gairebé no tenia ja fortuna. Isidoro volia establir el protectorat portuguès i va convidar al governador portuguès de les illes de Sao Tomé i Principe a anar a passar un mes a terra i després de fer-ho, José Marquez va fer reocupar militarment el fort portuguès de São João Baptista de Ajudá abandonat de fet feia temps, i en va nomenar governador temporal a Isidoro Félix de Souza amb el grau de tinent coronel d'infanteria de marina; després s'hi va enviar una guarnició formada per negres brasilers i indígenes. Isidoro va morir sobtadament el 1858 quan encara era Chacha de Whydah. Ghézo va morir el mateix any en una epidèmia de verola, després d'abdicar en el seu fill el príncep Badohoun o Badou que va pujar al tron sota el nom de Glé-Glé.

### Regnat de Glé-Glé
Glé-Glé va organitzar un funeral esplèndid pel seu pare amb molta sang humana (sacrifici de milers de presoners) i molta riquesa. El nou rei Glé-Glé o Glélé fou anomenat Kini-Kini, "Lleó de lleons" (1858-1889). Tenia molt d'interès en instruir-se i era molt valerós; el tercer Chacha de Whydah va influir molt menys que els dos anteriors. Glé-Glé va començar per venjar la derrota del seu pare a Abeokuta sis anys abans; es va preparar secretament durant mesos i anys i es va considerar a punt a principis del 1860. Llavors va atacar Ichatra, petit país veí (que s'havia girat contra Ghézo durant la retirada del seu exèrcit). La venjança fou cruel i el rei i tots els habitants foren fets presoners i venuts com esclaus a una caravana de negrers; els pobles foren destruïts, les collites cremades i les palmeres tallades. Després de la victòria Glé-Glé va retornar a Abomey per preparar-se per una campanya contra Abeokuta. El 1863 Glé-Glé, al front d'un exèrcit formidable, va marxar altre cop contra la capital dels egbes, assolant tot al seu pas, arribant sota els murs de la vila. Va desafiar al enemic i va esperar a la plana l'atac que no es va produir; quan la gana va aparèixer, va intentar l'assalt però fou rebutjat i altre cop els dahomeians es van retirar precipitadament perseguits pels egbes però en un lloc propici les forces dahomeianes es van girar i van infringir pèrdues als egbes sense, però, aconseguir derrotar-los i deixant finalment tres mil presoners en mans dels perseguidors; aquests presoners foren rescatats poc després i la major part va poder tornar a Dahomey. Glé-Glé va utilitzar per al rescat els diners del regne i fins i tot préstecs dels europeus (que després va retornar).
Després d'uns anys la Costa dels Esclaus era cada cop més visitada pels europeus. El rei rebia sovint oficials, viatgers i comerciants i a canvi dels regals que li aportaven, Glé-Glé els retenia sovint a la capital durant més temps del que volien, i els convidava a assistir a alguns sacrificis humans. El 1868 el rei de Dahomey va signar un tractat amb França a la que va cedir el territori de Cotonou (Kotonou). Glé-Glé va viure força temps en bona harmonia amb les potències europees; el 1876 va esclatar un conflicte amb el Regne Unit: un brasiler Jacinto da Costa Santos havia fet grans serveis a la companyia anglesa "Swansea and 
Co"; en recompensa aquesta l'havia ajudat a fer-se una fortuna i el protegia; per gelosia altres comerciants i la família del Chacha el van començar a criticar davant el rei amb acusacions allunyades de la realitat. Acusat de refusar vendre al príncep hereu Kondo un tipus de tela (que ni tan sols tenia) les seves mercaderies foren confiscades pel rei i se li va imposar una multa de deu mil francs. Mr. Tunbool, agent de la Swansea and Co, va intercedir davant els caps i va al·legar que les mercaderies confiscades pertanyien a la companyia i que Jacinto només era un comissionista que les tenia en dipòsit; però els dahomeians no ho van voler restituir i Tunbool va amenaçar de fer intervenir el comodor comandant de l'estació naval de l'Atlàntic sud, sent llavors arrestat; aviat es van adonar que s'havien equivocat i el van alliberar amb excuses, però ja Tunbool havia demanat ajut al govern britànic i el 9 d'octubre de 1876 un cuirassat britànic arribava a Whydah. Un oficial va desembarcar per fer una enquesta i els comerciants van donar suport a Tunbool; els britànics van comunicar que per la confiscació i la detenció de Tunbool el comodor Hutte imposava al rei una multa de 300 punxons (dipòsits d'uns 600 litres) d'oli de palma; el rei va refusar pagar i Gran Bretanya va bloquejar la costa fins al pagament. El bloqueig va durar set mesos i va perjudicar a les companyies comercials que van demanar al rei de cedir; finalment els comerciants van entregar 200 punxons d'oli el maig de 1877 i el bloqueig fou aixecat. El carregament no va arribar a Anglaterra doncs un huracà va enfonsar el vaixell al Cap de les Palmes. Glé-Glé va aprofitar la marxa dels britànics per venjar-se dels comerciants que havien donat recolzament a Tunbool, que foren condemnats a presó o a multa.
El 1878 el rei de Dahomey va ratificar el tractat de 1851 amb França; s'hi va ajuntar una clàusula que dispensava als europeus d'assistir als sacrificis humans a Abomey. El 1883 va morir el quart Chacha de Whydah que fou reemplaçat per Julian Félix da Souza; malgrat la seva moralitat dubtosa aquest havia aconseguit guanyar la confiança del rei. El comerç d'esclaus va prosperar i les cases comercials europees van ser protegides. Sota la seva influència, el 1885 el rei 
Glé-Glé va acceptar el protectorat portuguès signant un tractat al respecte.

### Poder regional (1740-1880)
Dahomey passà a ser un poder principal en el tràfic d'esclaus i se subministraven esclaus amb raids de les zones dels voltants. El rei Adandozan (1797-1818) va ser substituït pel seu germà rei Ghezo (1818-1858) per un traficant d'esclaus brasiler Francisco Félix de Sousa. Sota Ghezo l'imperi arribà al seu punt més alt i va vèncer, l'any 1823, a l'Imperi Oyo acabant amb l'estatus de tributari que tenia Dahomey.
Tanamteix, cap a 1850 gran part dels canvis originats per Abeokuta (una ciutat dedicada a protegir la població dels raids esclavistes de Dahomey) en la regió i la imposició d'un bloqueig naval pels britànics el 1851 i 1852 per aturar el tràfic d'esclaus van forçar Ghezo a aturar els raids esclavistes i acordar parar el tràfic d'esclaus mitjançant tractat amb els britànics signat el 13 de gener de 1852.

### Colonialisme francès
La zona litoral va començar a ser controlada pels francesos en els anys 1870 i 1880 arribant a un acord per fer del port de Cotonou un protectorat francès el 1878 i fent acords amb els líders rivals de Porto-Novo el 1883 per convertir el port en un protectorat. Quan el rei Béhanzin (1889-1894) pujà al tron, començà atacant els protectorats francesos. Amb la victòria francesa a la primera guerra de Dahomey Dahomey reconeix el Regne de Porto-Novo com a protectorat francès i renuncia als drets duaners a Cotonou a canvi d'un pagament anual. Amb la conquesta del general Alfred-Amédée Dodds sobre el rei Beanzim en la segona guerra de Dahomey, que es desenvolupà entre 1892 i 1894, van nomenar el rei Agoli-agbo com nou rei. Quan Agoli-agbo resistí els intents d'impostos dels francesos, aquest dissolgueren el Regne i enviaren Agoli-agbo a l'exili, incorporant Dahomey al seu creixent territori colonial de l'Àfrica Occidental Francesa.

## Llista de reis oahosu(segons Worldstatesmen)[11]
- vers 1600 - 1625 Do-Aklin
- vers 1625 - 1645 Dakodonu
- 1645 Ganye Hesu
- 1645 - 1685 Wegaja
- 1685 - 1708 Akaba "Wibega"
- 1685 - 1708 Hangbe (reina), conjuntament amb Akaba
- 1708 - 1727 Agadja Trudo "Tossu"
- 1727 - 1774 Tegbessou "Avissu"
- 1774 - 1789 Kpengla "Guansuna"
- 1789 - 1797 Agonglo "Sindozan"
- 1797 - 1818 Adandozan "Madogugu" (regent 1797-1804?)
- 1818 - 1858 Gezó "Gbalangbe," "Zedoko"
- 1858 - 1889 Gelélé "Kinikini", "Ahogla", "Togodo", "Basagla"
- 1889 - 1894 Gbehanzin "Chadakogundo"
- 1894 - 1940 Agoli Agbo I (a l'exili 1900-1918)
- 1940 - 1948 Aidododo
- 1948 - 1983 Togni-Ahoussou
- 1986? - 1989 Joseph Langanfin?
- 1989 - Agoli Agbo Dedjalagni
- 2000 - 2012 Houédogni Béhanzin (rei rival)